# 招提慧朗
招提慧朗 （738年—820年），又稱招提朗、大朗禪師，中國唐代佛教禪宗比丘、禪師，為石頭希遷禪師之徒。

## 生平
慧朗俗姓歐陽，名惠明，為始興曲江（今廣東韶關曲江縣）人，於十三歲時依鄧林寺模禪師出家，十七歲遊學南嶽 ，二十歲從南嶽石頭希遷和尚受具足戒。
此後史料產生兩種說法。北宋余靖《武溪集‧韶州月華山花界寺傳法住持記》指出慧朗於受戒後說「戒豈律我哉？」，便前往虔州南康龔公山（在今江西南部）參謁馬祖道一，並向其詢問何謂佛之知見，道一禪師表示佛無知見。此後慧朗歸返南嶽，「晝操井臼之役，夜與其徒發坼齒鍵」，直到希遷禪師圓寂後才離開。
北宋道原《景德傳燈錄》則記載慧朗往江西參謁道一禪師時，道一禪師詢問其「汝來何求？」，慧朗表示其來「求佛知見」，道一禪師表示「佛無知見、知見乃魔界」，並認為慧朗禪師未得到希遷禪師之心法，應歸返南嶽。慧朗回南嶽後，詢問希遷禪師如何是佛，希遷禪師說慧朗沒有佛性、含靈則有。慧朗追問為何其沒有，希遷禪師則表示是慧朗「不肯承當」，慧朗於當下悟道。
慧朗後隨希遷禪師駐錫於潭州梁端招提寺說法接眾，常對參學者說：「去去汝無佛性」，且三十多年未曾出門，時人尊稱為「招提朗」、「大朗禪師」（與希遷禪師另一位法嗣小朗禪師（興國振朗）相對）。希遷禪師圓寂後，慧朗與同門師兄弟振朗、波利（或作「尸利」）、天皇道悟、道銑、智舟等人共同為其於東嶺（南嶽南台山蹠）建塔。
貞元十一年（西元795年），慧朗前往羅浮，途中經過曲江之都渚，認為此地清幽便於此駐錫，前來拜訪者甚多。該寺院於慧朗過世後荒蕪，到南漢中宗時才復興，宋真宗時賜額為花界寺。
慧朗於元和十五年（西元820年）正月二十二日遷化，享壽八十三歲，僧夏（受戒年數）六十四，門人劉軻曾作碑記述之。

## 外部連結
- 法鼓文理學院佛學人名規範資料庫中的資料